# Historia de la configuración territorial de Andalucía
La Historia de la configuración territorial de Andalucía, como región primero castellana y luego española, es un proceso iniciado en el siglo XIII con la conquista de los reinos de Córdoba, Jaén y Sevilla, continuado con la toma del reino de Granada en el siglo XV, y culminado en lo sustancial con la división territorial de España de 1833, la supresión del reino de Granada y la constitución de Andalucía como comunidad autónoma de España, tras el referéndum sobre la iniciativa del proceso autonómico de Andalucía de 1980. No obstante es relevante aclarar el origen y los usos que ha tenido el topónimo Andalucía, así como cuáles fueron las divisiones territoriales que existieron anteriormente en el actual territorio andaluz.

## Nombre de Andalucía

### Origen
El topónimo "Andalucía" se introdujo en la lengua castellana durante el siglo XIII bajo la forma "el Andalucía". Se acuñó para designar el territorio peninsular que en esa época estaba bajo dominio musulmán, que era aproximadamente la actual Andalucía y la Región de Murcia. En este sentido Alfonso X en 1253 se hacía titular Rey de Castilla, León y de toda Andalucía. Véase también Etimología del topónimo "al-Ándalus".

### Identificación y diferenciación entre Andalucía y al-Ándalus
La denominación Andalucía referida a al-Ándalus, fue la única que existía en español hasta el segundo cuarto del siglo XIX, cuando empezó a usarse el término "el Ándalus" o "al-Ándalus". En la mayoría de las lenguas extranjeras no hay distinción sistemática entre el nombre dado a la península ibérica bajo dominio musulmán y el actual de la comunidad autónoma.
Sin embargo, como al-Ándalus y Andalucía son realidades históricas y geográficas distintas, y teniendo en cuenta que el vocablo al-Ándalus está plenamente integrado en el español actual, hoy día el Diccionario panhispánico de dudas establece la distinción entre ambos términos. El territorio de la actual Andalucía, era equivalente al que, en al-Ándalus, se denominaba Al-Mawsat o tierras del centro.

## Pueblos protohistóricos existentes en la actual Andalucía
Los pueblos protohistóricos que habitaron el territorio de la actual Andalucía fueron los Tartessos, Conios, Bastetanos, Oretanos, Turdetanos y Túrdulos.

Área aproximada de extensión e influencia de la civilización de Tartessos en el 500 a.C.
Áreas de distribución aproximada de los pueblos indígenas surgidos tras la desaparición de Tartessos (Conios, Turdetanos y Túrdulos).

## Divisiones políticas anteriores a la actual Andalucía
A lo largo de la Historia, en el espacio geográfico que actualmente conforma Andalucía han existido distintos territorios anteriores al nacimiento de Andalucía, que son la Hispania Ulterior, la Bética y diversos estados andalusíes.

### Hispania Ulterior y Bética
Durante el Imperio romano, la actual Andalucía formaba parte de Hispania. En un primer momento la mayor parte de su territorio estaba en la llamada Hispania Ulterior. Posteriormente se creó la Bética, que también ocupaba la mayoría del actual territorio andaluz y que estaba dividida en cuatro conventos jurídicos: el gaditano, el astigitano, el hispalense y el cordobense. La capital de la Bética era Córduba. En la Hispania visigoda siguió existiendo la Bética, que durante un breve período, fue ocupada parcialmente por el Imperio bizantino, que estableció en dicha parte la provincia de Spania.

Primera división romana de Hispania, donde puede verse la Hispania Ulterior.
Hispania según la división provincial romana del 27 a. C., donde pueden apreciarse los límites de la Bética.
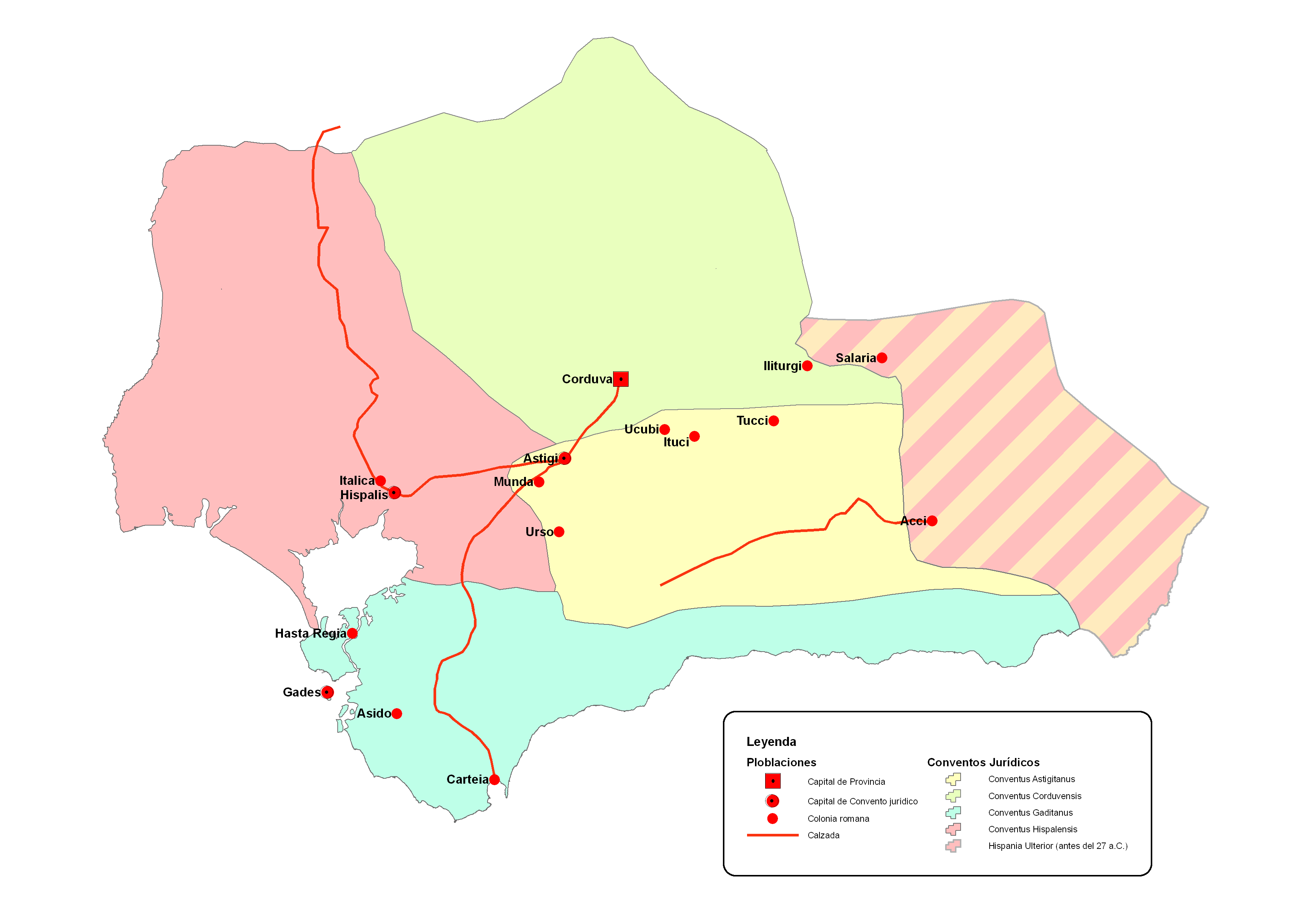
Poblaciones y conventos jurídicos de la Bética romana.
La Hispania visigoda hacia el año 700.
Presencia bizantina en la península ibérica.

### Al-Ándalus
Con el surgimiento de al-Ándalus como noción geográfica, durante el emirato y el califato de Córdoba, el sur de la península fue llamado globalmente Mawsat al-Ándalus (al-Ándalus central). El territorio de la actual Andalucía se dividió en numerosas coras, concretamente las de Sevilla, de Firrish, de Algeciras, de Ronda, de Málaga, de Sidonia, de Fahs al-Ballut, de Córdoba, de Écija, de Carmona, de Morón, de Cabra, de Jaén, de Elvira, de Pechina y, al parecer, también en las coras de Medina Gagha, Osuna y Baza.
Con la desintegración del poder califal cordobés estas coras se convirtieron en reinos independientes, llamados primeros reinos de taifa. En este periodo en la actual Andalucía existieron las taifas de de Algeciras, de Almería, de Arcos, de Carmona, de Córdoba, de Granada, de Málaga, de Morón, de Niebla, de Ronda, de la Isla de Saltés y Huelva y de Sevilla. Este último reino volvió a unir gran parte del sur peninsular con la progresiva incorporación de las taifas de Mértola, Huelva, del Algarve, Niebla, Algeciras, Silves, Ronda, Morón, Carmona, Arcos, Córdoba y Murcia.
La toma de la Taifa de Toledo en 1085 por parte de Alfonso VI de León y Castilla, que llegó a sitiar Sevilla llevó a su rey al-Mutamid, junto a otros reyes de taifa, a solicitar la ayuda de los almorávides, que desembarcaron en la penínula en 1086 estableciéndose en Algeciras. Éstos, tras frenar y derrotar a las tropas cristianas en la batalla de Zalaca, terminaron por conquistar todos los reinos de taifa andalusíes, cayendo el sevillano en 1091. Los almorávides unificaron bajo su poder todo al-Ándalus y ubicaron su capital en Granada.
A mediados del siglo XII, la expansión almohade en el norte de África comenzó a debilitar el dominio almorávide en al-Ándalus, dando lugar a la aparición de los segundos reinos de taifa, que existieron entre 1144 y 1170. En la actual Andalucía estas taifas fueron las de Almería, Arcos, Carmona, Córdoba, de Granada, Guadix y Baza, Jaén, Málaga, Niebla, Jerez y Ronda y Tejada. Todas ellas fueron progresivamente sometidas por los almohades, que volvieron a unificar el territorio andalusí y establecieron su capital en Sevilla, aunque el Rey Lobo resistió en la taifa de Murcia entre 1147 y 1172.
Cuando el papa Inocencio III llamó a la cruzada contra los almohades en al-Ándalus, la coalición cristiana formada por Castilla, Portugal, Navarra y Aragón venció en la batalla de Las Navas de Tolosa en 1212, marcando el comienzo del fin de los almohades. Como resultado de dicho encuentro militar y de la muerte del Miramamolín, se abrió una lucha sucesoria, que hundió el califato almohade y determinó la ascensión de los benimerines en el Magreb. Como consecuencia en al-Ándalus aparecieron los terceros reinos de taifa, entre los cuales la taifa de Murcia, gobernada por Ibn Hud, pronto alcanzó la hegemonía, anexionándose la mayoría de las taifas y alcanzando el reconocimiento del califa de Bagdad. Sin embargo su papel hegemónico acabó siendo ocupado por el reino nazarí de Granada, fundado por Alhamar. El reino nazarí en un principio alcanzó una gran extensión territorial, que pronto se vio reducida con la conquista castellana de Córdoba en 1236, de Arjona en 1244, de Jaén en 1246 y de Sevilla en 1248. Asimismo la taifa de Niebla y la mayor parte de la actual provincia de Cádiz, se convirtieron en territorios vasallos de la Corona castellana pero de mayoría mudéjar. Como consecuencia de la Revuelta mudéjar, estos territorios bajo régimen de protectorado, fueron conquistados definitivamente en 1262 y 1264 respectivamente.
En este contexto, los benimerines, que desde 1258 gobernaban en el territorio del actual Marruecos, comenzaron a ejercer su influencia en la política del reino nazarí de Granada. Con el objetivo de hacerse con el control del Estrecho de Gibraltar, meriníes y nazaríes firmaron una alianza, por la cual se estableció en suelo granadino el reino meriní de Algeciras y Ronda en 1275. Desde allí los meriníes hicieron numerosas incursiones a los territorios que estaban bajo dominio castellano, como Rota, Jerez de la Frontera y Écija. Pero la alianza entre los benimerines y los nazaríes provocó el recelo de los gobernadores de Málaga y Guadix, que se sientieron desplazados por la influencia de los norteafricanos y en 1266 se declararon vasallos de Alfonso X, lo cual no llegó a prosperar por mucho tiempo. Finalmente, tras una serie de enfrentamiento militares con las tropas castellanas, los benimerines fueron desplazados definitivamente de la península tras la Batalla del Salado, de 1340, en que sufrieron una estrepitosa derrota frente a la coalición castellano-portuguesa.

Emirato de Córdoba.
Primeros reinos de taifas, hacia el 1037, que coinciden básicamente con las coras del Califato de Córdoba.
Primeros reinos de taifa. Máxima expansión del reino o taifa de Sevilla.
Almohade en la península ibérica.
Reino Nazarí de Granada.

## Historia de la configuración territorial de Andalucía propiamente dicha

### La Andalucía de los tres reinos. Banda morisca y banda gallega
Las conquistas cristianas de Fernando III el Santo fueron progresivamente configurando tres nuevas jurisdicciones territoriales de la Corona de Castilla: los reinos de Córdoba, de Jaén y de Sevilla, separados del reino nazarí de Granada por la Banda morisca y de la Corona de Portugal por la Banda Gallega. En esa época dicho territorio se conocía como "la Frontera" o como "el Andalucía", como muestran los cargos de Adelantado y Notario Mayor de Andalucía y la confederación de concejos y nobles llamada Hermandad General de Andalucía. Existe la denominación "Castilla la Novísima" o Castilla Novísima no habiendo acuerdo en si se utilizó en esta época o fue creada en el siglo XX.

### Diferenciación e identificación entre el Reino de Granada y Andalucía

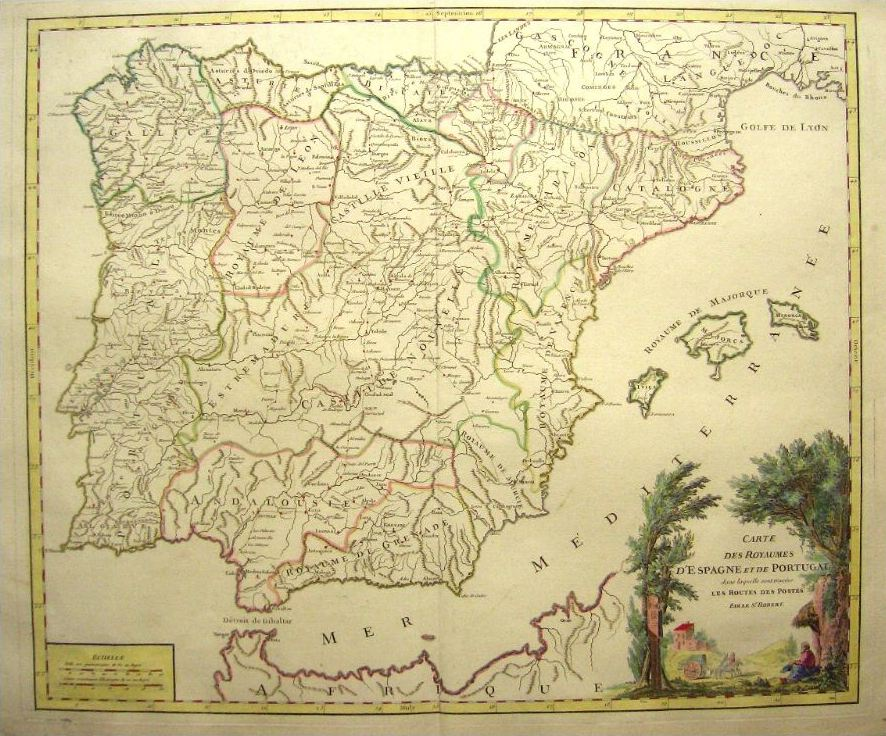
Mapa de la península ibérica datado en 1770, donde todavía se conserva la tradicional distinción entre los reinos de Jaén, Córdoba y Sevilla (denominados colectivamente bajo el nombre de "Andalucía") y el reino de Granada.

El territorio del reino de Granada que, antes del dominio nazarita y durante el mismo, se había considerado por los castellano-parlantes parte nominal de Andalucía, al finalizar su reconquista en 1492, mantuvo su singularidad administrativa dentro del contexto de los territorios de la Corona castellana, debido sobre todo a su carácter emblemático como culminación de la Reconquista y al hecho poseer una serie de particularidades que lo diferenciaban de la Andalucía reconquistada en el siglo XIII, más de dos siglos antes. A pesar de las claras similitudes entre la Andalucía del Guadalquivir y el reino de Granada desde la misma reconquista de este último, como la existencia de caballeros veinticuatro en la ciudad de Granada (cargo municipal exclusivo de Andalucía), la diferenciación administrativa entre el reino de Granada y el resto del Andalucía (los reinos de Jaén, Córdoba y Sevilla), se mantuvo durante gran parte de la Edad Moderna.
A diferencia de los reinos secundarios castellanos, en especial de los andaluces, el reino de Granada fue el único que realmente gozó de una entidad política, administrativa y militar propia de un reino. Los reinos de Sevilla, Córdoba y Jaén, y todavía en menor medida los de Algeciras, Gibraltar y los Algarves, poseyeron la titulación, pero no la estructura de reino, y la administración de los mismos fue unificada rápidamente en un ente superior llamado Andalucía. De este modo, el sur peninsular quedará dividido desde 1492, y hasta 1833, en dos entidades administrativas: Andalucía y el reino de Granada, cada cual con su estructura administrativa, judicial y militar propia. Mientras los reyes nombran una administración unificada y común para los reinos andaluces (con notario mayor de Andalucía, adelantado mayor de Andalucía, capitán general, audiencia y arzobispado con sede en Sevilla), el reino de Granada recibió su propio notario mayor, su adelantado mayor del reino de Granada, su capitán general, su arzobispo, su propia Audiencia y la Chanchillería. De este modo, con el establecimiento de sus representantes directos en Granada tras la Reconquista, los reyes dejaron clara la diferenciación entre Andalucía y Granada, presidida esta última por una tetrarquía político-religiosa, encabezada en sus inicios por el arzobispo Hernando de Talavera, el conde de Tendilla, Andrés Calderón y Hernando de Zafra.
Así, durante la Guerra de Granada se había creado el cargo de Adelantado de Granada (diferente del Adelantado de Andalucía, que había perdido sus atribuciones militares y que permanececía como un cargo honorífico hereditario) y, tras la conquista, se instituyó la Capitanía General de Granada y se trasladó la Real Audiencia y Chancillería de Ciudad Real a la antigua capital nazarita, cambiando su nombre por el de Real Audiencia y Chancillería de Granada, lo que dotaba al reino de cierta peculiaridad política en el contexto de los territorios de la Corona. Asimismo la existencia en el reino de una gran población mudéjar (llamada morisca a partir de 1502), marcaba una diferencia fundamental entre el reino recién incorporado y la parte de Andalucía consolidada dos siglos atrás como territorio castellano. No obstante tras la Rebelión de las Alpujarras y la Expulsión de los moriscos, las peculiaridades socioculturales del reino de Granada respecto a los otros reinos andaluces fueron diluyéndose progresivamente, pero se mantuvo la estructura administrativa instaurada hasta el fin de la organización territorial del Antiguo Régimen en 1833, con la puesta en marcha división provincial de Javier de Burgos. También contribuyó a ello el hecho de que la conquista y repoblación de dicho reino fuese realizada mayoritariamente por andaluces, lo que hizo que en fechas muy tempranas la noción de Andalucía se extendiera, de hecho, al conjunto de los cuatro reinos, identificados en algunas fuentes en el siglo XVII con la antigua provincia Bética y frecuentemente denominados los "cuatro reinos de Andalucía", al menos desde mediados del siglo XVIII, pero dentro de una consideración meramente geográfica y nominal, ya que hasta 1833 pervivió una diferenciación administrativa clara y patente entre el reino de Granada y el Reino de Andalucía.
La tradicional diferenciación entre el reino de Granada y Andalucía, tan usual a lo largo del siglo XVI, no se perdió con posterioridad, siendo frecuente en las descripciones geográficas y, sobre todo, en las cartográficas de toda la Edad Moderna. Incluso en el siglo XIX diversos proyectos de división del territorio tomaron como centro la ciudad de Granada, sin bien ninguno se ciñó al territorio histórico del antiguo reino.

#### Diferenciación e identificación en las fuentes históricas

Los reinos de Andalucía en el contexto de los territorios de la Corona de Castilla.

El sevillano Pedro de Medina, en su Grandezas y cosas notables de España, publicadas en 1549, trata por separado el reino de Granada de Andalucía. Además en la portada del libro aparece un mapa de la península ibérica en que Andalucía y el reino de Granada, figuran señalados con distinta filacteria, como territorios diferentes, aunque este no es el único caso que se da en el mapa, pues en él también aparecen señalados como territorios distintos el reino de Murcia y Cartagena, así como Portugal y Lusitania.
Sin embargo en 1590 el rondeño Diego Pérez de Mesa en su reedición y corrección de las Grandezas de Medina, no sólo identifica el reino de Granada con Andalucía sino que, como nativo de dicho reino, lo ensalza como “lo principal” de dicha región:

La provincia Bética o Andalucía no es como el antiguo autor de esta obra (Pedro de Medina) da a entender todo lo otro fuera del reino de Granada; antes, este reino es lo principal de la Bética, de donde Gema Frisio y otros geógrafos llaman a la Bética reino de Granada, pero ella verdaderamente comprende a los reinos de Granada, Sevilla y Córdoba y algunas más tierras según las divisiones y difereciones de Tolomeo, Estrabón y los demás cosmógrafos. Porque ella está encerrada por la parte de Occidente y Septentrión con el río Guadiana y por la parte Meridional con el mar Mediterráneo y por el Oriente está terminada con una línea imaginaria que se ha de tirar de la villa de Vera, que fue la antigua ciudad de Balaria, hasta 17 leguas arriba de la vuelta del río Guadiana cerca de Villanueva de la Serena. Por esta causa no seguiré el orden del autor antiguo sino meteré dentro del Andalucía al reino de Granada, aunque no confusamente como lo hace el autor antiguo, sino con distinción por merecer particular tratado la nobleza y grandes cosas de aquel reino, y por no ir en todo contra la traza y trabajo del primero escritor de esta obra.

En la obra de Pérez de Mesa pueden encontrarse otras numerosas alusiones a la pertenencia del reino de Granada a la región andaluza. En la misma línea se manifiesta Luis del Mármol Carvajal, natural de Granada e hijo del presidente de la Chancillería en su Historia de la rebelión y castigo de los moriscos del reino de Granada, publicada en 1600, cuyo primer capítulo:

trata de la provincia de la Andalucía, que los antiguos llamaron Bética, y cómo el reino de Granada es una parte della

Asimismo, en dicho capítulo, hablando del reino de Granada en tiempos nazaríes, dice:

... floreció la famosa y gran ciudad de Granada, y su rey se hizo rico y poderoso de gente, armas y municiones; y tanto, que pudo sustentarse largos tiempos. Esta noble ciudad dio nombre a todo el reino, más no por eso perdieron los moradores della y dél el nombre de andaluces o nindeluces, como los otros pueblos de la Bética o Andalucía; y así los llaman todavía los africanos.

En el capítulo segundo, que trata de la descripción del reino de Granada bajo el sultanato, dice:

Al cierzo confinaba con otros lugares de la Andalucía que los reyes cristianos habían cobrado en diferentes tiempos y ocasiones de guerras, como son las villas de Castellar, Jimena, Espera, Zara, la Torre el Haquín, Olvera, Villa Martín, Cañete, Hardales, Estepa, el Pontón de Don Gonzalo, Lucena, Cabra, Baena, Rute, Luque, Martos, Torrejimena, Torre el Campo, la ciudad de Jaén, la Guardia, Pegalajar, Torres, Jimena, Belmar, Jódar y Quesada. Y pasando más adelante, confinando con los lugares del adelantamiento de Cazorla, y por las faldas de la sierra de Segura se iba a juntar con el reino de Murcia. Todo lo que cae en este ámbito comprendía el reino de Granada, y era poseído por el rey moro en aquel tiempo, y había algunas ciudades y villas en él, que siendo ocupadas por los reyes cristianos, la sustentaban y tenían en ella sus fronteras. Estas eran Antequera y Alcalá la Real y la villa de Archidona, y otras que no se comprenden ahora en el reino de Granada, sino en la otra parte de la Andalucía

En 1611, el Tesoro de la lengua castellana o española de Sebastián de Covarrubias, el primer diccionario general monolingüe del castellano, y el primer diccionario de este tipo publicado en Europa en una lengua vulgar, recoge algunas de las principales poblaciones del reino de Granada, como Baza, Vélez y Almería:

Almería:    Ciudad asentada a la ribera del mar Mediterráneo, a los confines del Andalucía y del Reino de Murcia.

### Cuatro reinos de Andalucía

Los cuatro reinos de Andalucía.

Al menos desde mediados del siglo XVIII los reinos de Córdoba, Jaén, Sevilla y Granada, comenzaron a denominarse conjuntamente como los cuatro reinos de Andalucía, ocupando casi la misma extensión que la actual comunidad autónoma de Andalucía. Existen numerosas muestras del uso de esta denominación: los Juzgados militares de España y sus Indias de 1792, el Batallón de Voluntarios Urbanos de los Cuatro Reinos de Andalucía de 1806, el Prontuario de las leyes y decretos del Rey nuestro Señor Don José Napoleon I de 1810 y Breves tratados de esfera y geografía universal de 1833, entre muchas otras.

### Nuevas Poblaciones de Sierra Morena y Andalucía

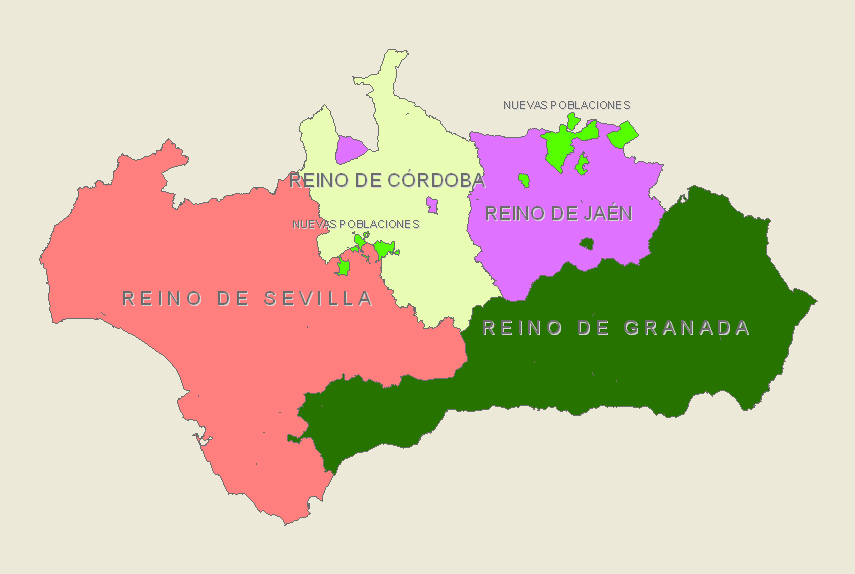
Mapa de los cuatro reinos de Andalucía y de las Nuevas Poblaciones.

En 1767 se inició la creación de las Nuevas Poblaciones de Sierra Morena y Andalucía, con el objetivo de repoblar los desiertos poblacionales que existían en el Camino Real de Andalucía, que unía Madrid con Cádiz. Estas Nuevas Poblaciones se dividieron en dos partidos administrativos: las "Nuevas Poblaciones de Sierra Morena", que fueron Aldeaquemada, Santa Elena, Montizón, La Carolina (que era la capital), Carboneros, Guarromán, Rumblar (hoy exclave de Guarromán), las Navas de Tolosa (pedanía de La Carolina) y Arquillos y las "Nuevas Poblaciones de Andalucía", que fueron Sierra del Tardón, Fuente Palmera, La Luisiana, La Carlota (que era la capital) y San Sebastián de los Ballesteros.

### División provincial de 1833

Provincias de Andalucía.

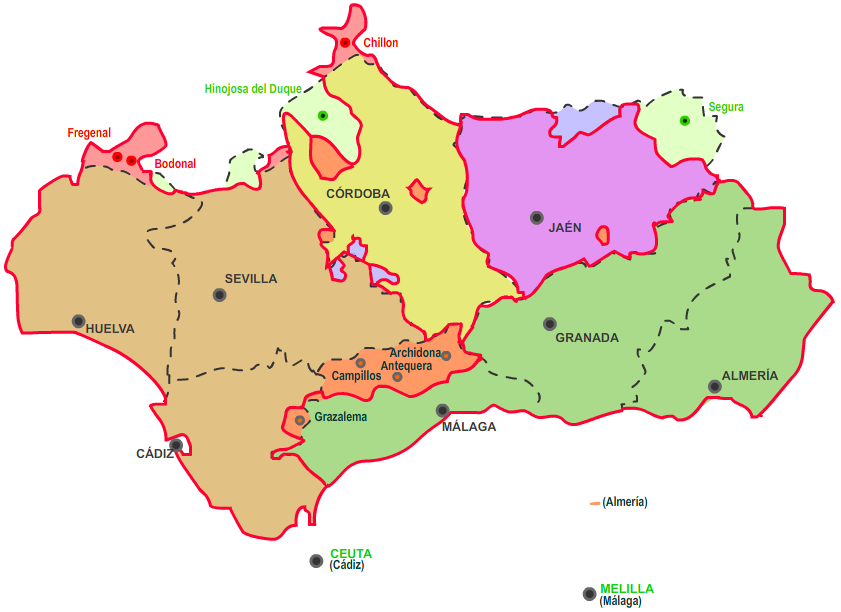
Cambios efectuados sobre el territorio por el Real Decreto

La división provincial de Javier de Burgos de 1833 incluía 49 provincias. El mismo decreto que creó la división provincial agrupó a las provincias en regiones. Sin embargo, el decreto de Javier de Burgos no pretendía crear ningún nivel administrativo superior al provincial. Así, las regiones definidas no tenían ningún tipo de competencia u órgano administrativo o jurisdiccional común a las provincias que agrupaba, teniendo la adscripción a regiones un carácter clasificatorio, sin pretensiones de operatividad administrativa. El Real Decreto de 30 de noviembre de 1833 creó las ocho provincias en que está dividida Andalucía:

Artículo 2. La Andalucía, que comprende los reinos de Córdoba, Granada, Jaén y Sevilla, se divide en las ocho provincias siguientes: Córdoba, Jaén, Granada, Almería, Málaga, Sevilla, Cádiz y Huelva.

Provincia de Almería
La provincia de Almería se formó agrupando exclusivamente localidades del reino de Granada. Actualmente la provincia está compuesta por los municipios que pueden verse en el anexo Municipios de la provincia de Almería.
Provincia de Cádiz
La provincia de Cádiz se formó agrupando localidades del reino de Sevilla y del reino de Granada. Actualmente la provincia está compuesta por los municipios que pueden verse en el anexo Municipios de la provincia de Cádiz.
Provincia de Córdoba
La provincia de Córdoba se formó uniendo las localidades del reino homónimo y los siguientes lugares de Extremadura: Belalcázar, Fuente la Lancha, Hinojosa del Duque y Villanueva del Duque. Sin embargo Chillón y su aldea de Guadalmez, lugares pertenecientes al reino, pasaron a formar parte de la provincia de Ciudad Real. Asimismo la nueva provincia incorporó dos exclaves del reino de Jaén que existían en el reino de Córdoba: Belmez (que incluía Peñarroya-Pueblonuevo, segregada en 1886) y Villafranca de Córdoba, antes "de las Agujas". Actualmente la provincia está compuesta por los municipios que pueden verse en el anexo Municipios de la provincia de Córdoba.
Provincia de Granada
La provincia de Granada se formó agrupando exclusivamente localidades del reino de Granada. Actualmente la provincia está compuesta por los municipios que pueden verse en el anexo Municipios de la provincia de Granada.
Provincia de Huelva
La provincia de Huelva se formó agrupando localidades del reino de Sevilla e incorporando Arroyomolinos de León y Cañaveral de León, que hasta entonces pertenecían a Extremadura. Actualmente la provincia está compuesta por los municipios que pueden verse en el anexo Municipios de la provincia de Huelva.
Provincia de Jaén
La provincia de Jaén se formó uniendo las localidades del reino homónimo (excepto los dos exclaves incorporados a la provincia de Córdoba: Belmez y Villafranca de Córdoba), algunas localidades del reino de Murcia, y dos poblaciones que hasta entonces pertenecían a La Mancha: Beas de Segura y Chiclana de Segura. Los lugares del reino de Murcia que se incorporaron a Jaén fueron Benatae, Génave, Orcera, Santiago de la Espada, Segura de la Sierra (con los agregados de La Puerta y de Bujaraiza), Siles, Torres y Villarrodrigo. Asimismo la nueva provincia incorporó dos exclaves del reino de Granada que existían en el reino de Jaén: Bélmez de la Moraleda y Solera, que era un municipio independiente (hoy integrado en el de Huelma). Actualmente la provincia está compuesta por los municipios que pueden verse en el anexo Municipios de la provincia de Jaén.
Provincia de Málaga
La provincia de Málaga se formó agrupando localidades del reino de Granada y del reino de Sevilla. Actualmente la provincia está compuesta por los municipios que pueden verse en el anexo Municipios de la provincia de Málaga.
Provincia de Sevilla
La provincia de Sevilla se formó agrupando localidades del reino homónimo, incorporando Guadalcanal, que hasta entonces pertenecía a Extremadura, y perdiendo las poblaciones de El Bodonal, Fregenal de la Sierra e Higuera la Real, que pasaron a la provincia de Badajoz. Actualmente la provincia está compuesta por los municipios que pueden verse en el anexo Municipios de la provincia de Sevilla.
Una de las primeras expresiones de la división provincial de Andalucía fueron las juntas provinciales de 1835, federadas en la Junta Suprema de Andalucía.

## Divisiones fisiográficas

### Alta y Baja Andalucía

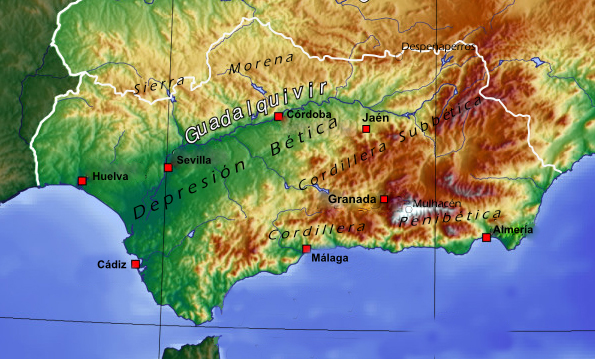
Mapa físico de Andalucía, donde pueden apreciarse la Alta y la Baja Andalucía, así como Sierra Morena.

Desde el punto de vista de la geografía física, se habla de la alta Andalucía o Andalucía la Alta para referirse a grandes rasgos al territorio montañoso de Andalucía. En contraposición se usa la locución baja Andalucía o Andalucía la Baja para designar las tierras bajas del valle del Guadalquivir. Se trata de denominaciones usadas al menos desde principios del siglo XVII, que dieron lugar en el mismo siglo a la locución "las dos Andalucías", en alusión simplificada a ambas, de manera similar a lo que se hacía desde el XVI con "las dos Sicilias".
La alta y la baja Andalucía nunca han tenido efectos jurisdiccionales, aunque el Proyecto de Constitución Federal de 1873 abogaba por ello, sin embargo es frecuente su uso en registros artísticos, cultos y humanísticos.

### Andalucía Oriental y Occidental

Andalucía Oriental, Occidental y las provincias centrales sin consenso respecto a su pertenencia a una u otra.

A efectos administrativos y coloquiales prevalece la distinción entre Andalucía Oriental y Occidental. Generalmente se considera que la parte oriental está compuesta por las provincias de Almería, Jaén, Granada, mientras que la occidental lo está por las provincias de Huelva, Sevilla, Cádiz. No hay unanimidad sobre las provincias de Córdoba y Málaga, aunque tradicionalmente se incluían, la primera en Andalucía Occidental y la segunda en la Oriental. A veces, se habla de Andalucía Central para nombrar algunas zonas de las provincias de Córdoba, Sevilla y Málaga, cuya inclusión en Andalucía Oriental u Occidental no está consensuada. Sin embargo esta locución es poco frecuente. La ambigüedad que existe en cuanto al territorio que integra Andalucía Oriental y Occidental se debe a que no se trata de una jurisdicción administrativa definida.
Se trata por tanto de la zona oriental y occidental de Andalucía, en una concepción que atiende meramente a la localización geográfica. No obstante desde hace décadas estos nombres se usan frecuentemente para señalar de forma simplificada diferencias sociales, económicas, culturales y políticas existentes entre el oriente y el occidente de la región, en una nueva noción de "las dos Andalucías".

## Topónimos andaluces en América y Filipinas

### Nueva Andalucía
- Nueva Andalucía, gobernación colonial española erigida en Sudamérica en el siglo XVI, que comprendía la costa norte de Colombia y Venezuela, hasta el Cabo de la Vela;
- Gobernación de Nueva Andalucía, nombre original de la gobernación del Río de la Plata.

### Nueva Granada
- Nuevo Reino de Granada (1550-1717), provincias coloniales bajo jurisdicción de la Real Audiencia de Santa Fe, en el centro de Colombia.
- Virreinato de la Nueva Granada (1717-1723, 1739-1811 y 1816-1819), virreinato español en el norte de América del Sur.
- Provincias Unidas de la Nueva Granada (1811-1816), primera república federal colombiana en independizarse de España.
- Estado de la Nueva Granada (1830-1832), nombre provisorio de Colombia en 1830.
- República de la Nueva Granada (1832-1858), nombre que recibió la actual Colombia una vez se promulgó su constitución de 1832.
- Confederación Granadina (1858-1861), nombre adoptado con la constitución federal colombiana de 1858.
- Estados Unidos de la Nueva Granada (1861-1863), nombre de facto que recibió Colombia debido a la guerra civil de 1860.

Nueva Andalucía en las capitulaciones del siglo XVI.
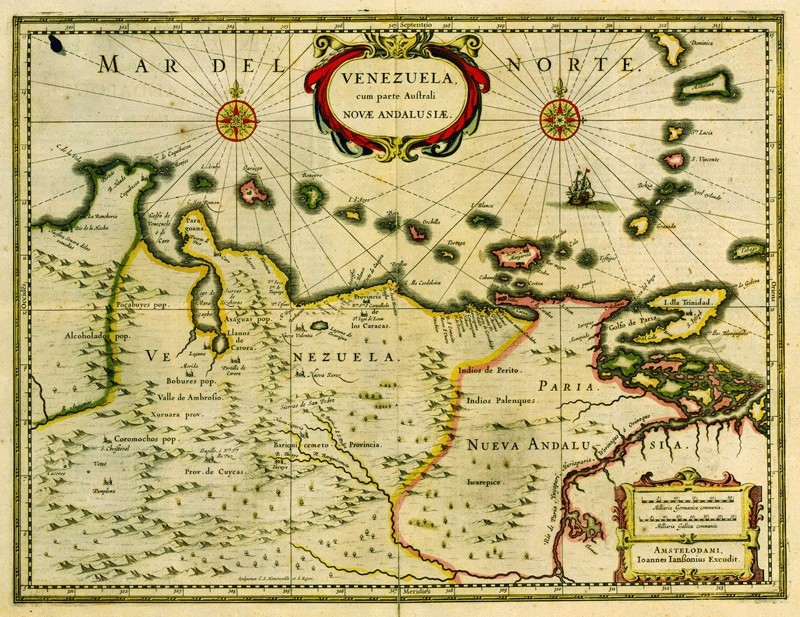
Parte austral de la Nueva Andalucía y la provincia de Venezuela en 1635.
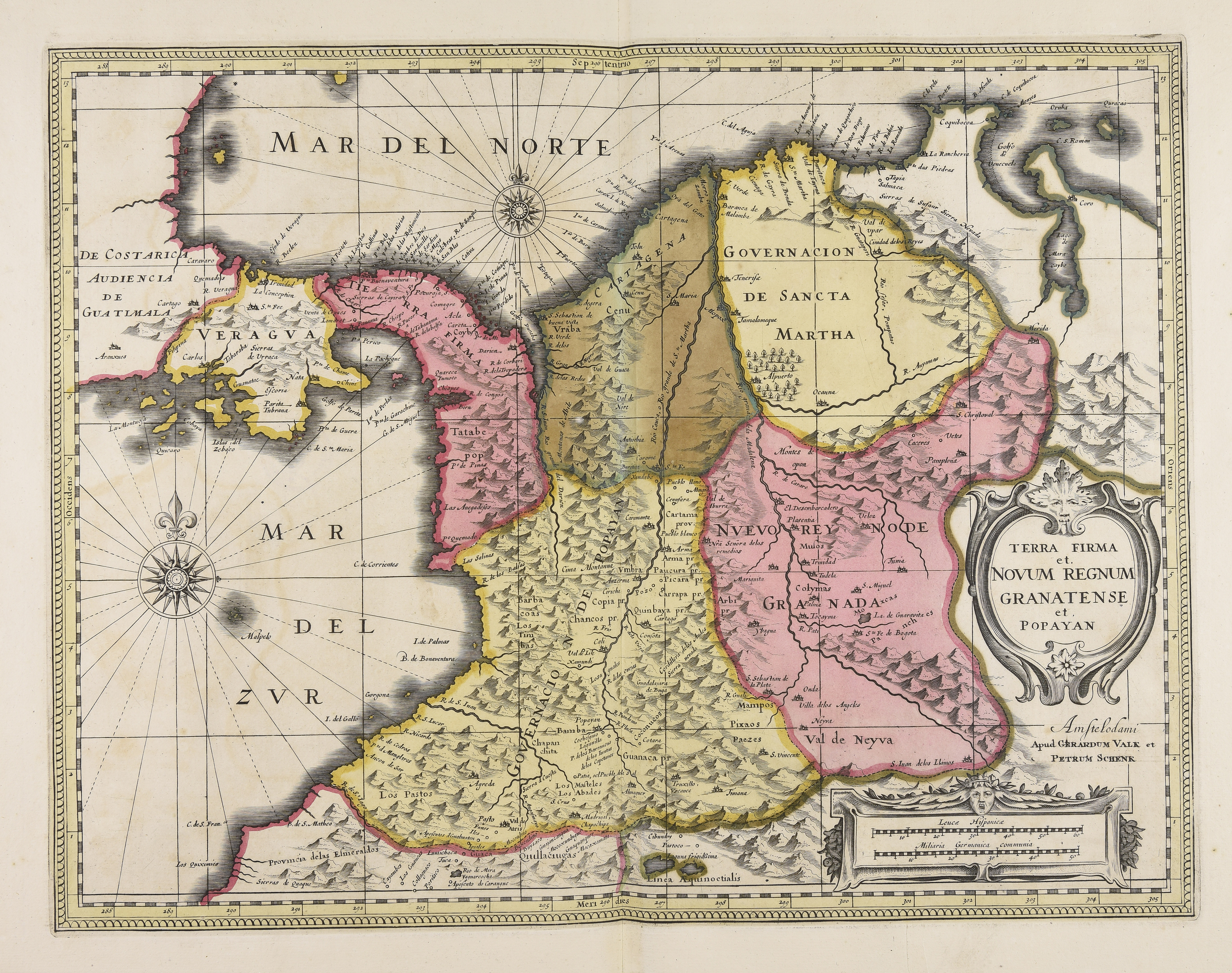
Nuevo Reino de Granada (1630).
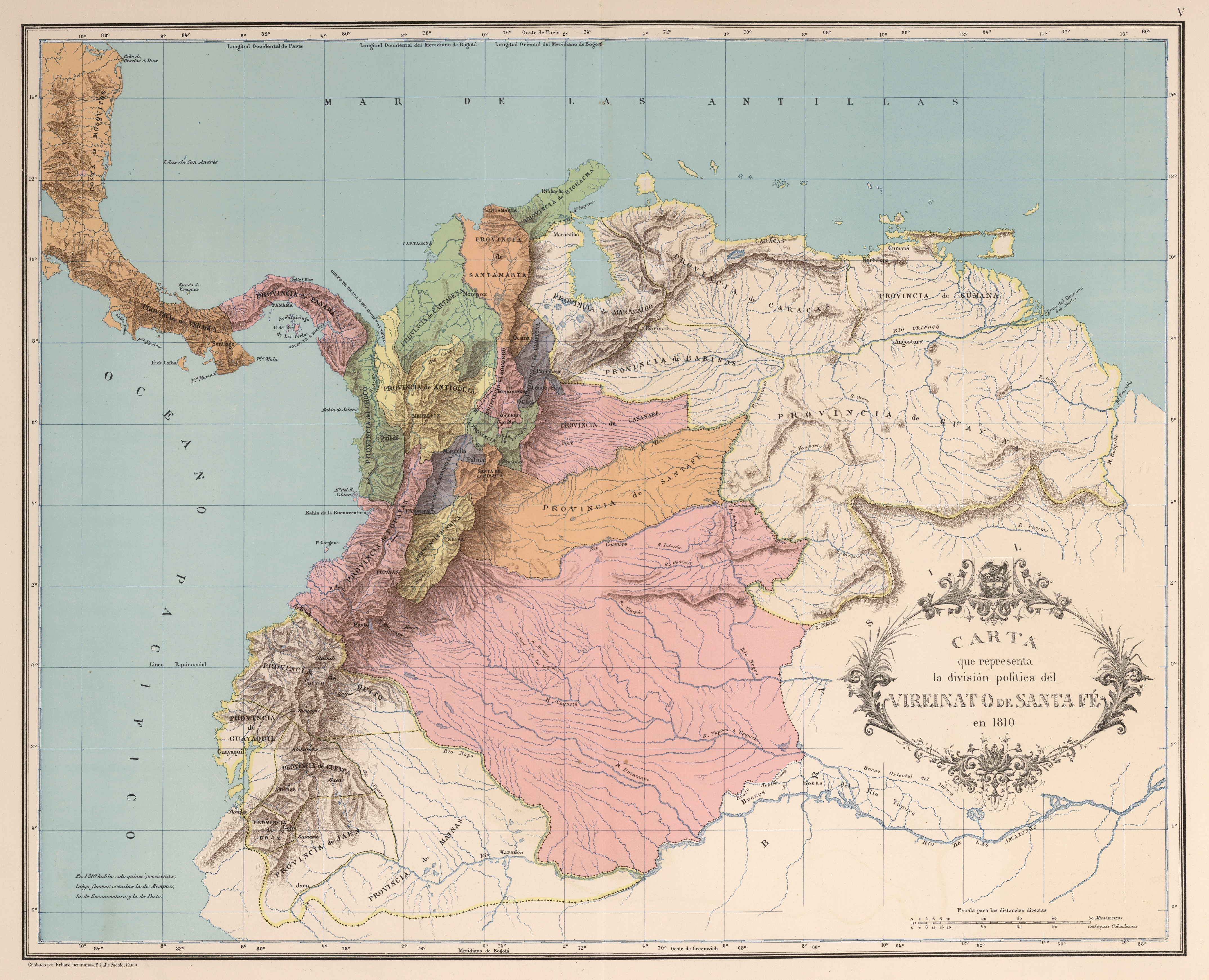
Virreinato de la Nueva Granada (1810).